# Double Dragon (serie)
Double Dragon (双截龍 Sōsetsuryū o ダブルドラゴン Daburu Doragon) es un videojuego clásico del género beat 'em up, inicialmente desarrollado por Technos Japan, quienes también desarrollaron River City Ransom y la saga Nekketsu Koha Kunio-kun. El juego original fue desarrollado por Yoshihisa Kishimoto, quien había concebido el juego como una secuela de Kunio-kun usando la versión occidental (Renegade) como base. El juego tuvo grandes influencias de películas de artes marciales, especialmente con Bruce Lee, como Operación Dragón; y una ambientación postapocalíptica basada en el popular anime El Puño de la Estrella del Norte.
La saga de juegos es protagonizada por los gemelos Billy y Jimmy Lee, quienes son aprendices de un arte marcial ficticia llamada sōsetsuken (双截拳), al mismo tiempo que pelean con varios adversarios y rivales. Double Dragon tuvo muchas secuelas y versiones en diferentes consolas. Gracias a la popularidad de la saga, se produjo también una serie de televisión animada y una película.

## La saga

### Trilogía arcade original
La saga debutó en los arcades con el Double Dragon original de 1987. El juego fue distribuido por Technos en Japón, y por Taito en Norteamérica y Europa. Fue el primer beat 'em up que daba la posibilidad de jugar en cooperativo, y de poder usar armas obtenidas de los enemigos. Además, algunos niveles poseían trampas y obstáculos que el jugador tendría que atravesar.
El éxito del juego hizo que Technos crease la secuela Double Dragon II: The Revenge en 1988, el cual era básicamente una versión actualizada del anterior. Las mejoras incluían gráficos actualizados en los diseños de los personajes, nuevos jefes para cada nivel y un sistema de ataque combinado.
La tercera versión de arcade fue Double Dragon III: The Rosetta Stone, lanzada en 1990. Si bien fue distribuida por Technos, el juego fue desarrollado externamente por una compañía llamada East Technology (quienes también desarrollaron Operation Wolf y Silent Dragon). Dos versiones distintas fueron hechas. La versión americana y europea poseía un sistema de tienda al estilo del juego Forgotten Worlds, donde los jugadores podían comprar nuevos personajes y otras mejoras insertando monedas adicionales, mientras que la posterior versión japonesa quitó esta característica y permitió a los jugadores elegir su personaje desde el inicio del juego. Aunque fue el único juego de Double Dragon para tres jugadores, tenía un motor claramente inferior a los anteriores Double Dragon. El movimiento era torpe, y este juego no fue tan bien recibido como los anteriores.

### Versiones de consolas
La popularidad de la saga Double Dragon en los arcades hizo que Technos desarrollara su propia versión de los juegos para la consola Nintendo Entertainment System en los años siguientes al lanzamiento arcade, incluyendo Double Dragon III (el cual, en vez de la versión de arcade, fue desarrollado por Technos para las consolas). Estas versiones no eran conversiones directas de los juegos de arcade, sino más bien adaptaciones, tomando varias libertades en la jugabilidad, diseño de niveles, enemigos y elementos de la historia. Por ejemplo, el primer Double Dragon para NES era sólo para un jugador y poseía un sistema de aprendizaje donde el jugador podría realizar ciertos movimientos ganando puntos de experiencia y subiendo de nivel. Technos también desarrolló una versión para Game Boy del primer Double Dragon.
En Norteamérica y Europa, las versiones de NES y Game Boy del primer juego fueron publicadas por Tradewest, quienes tuvieron los derechos a nivel mundial para producir sus propias versiones hogareñas y productos basados en el primer juego. Sin embargo, con el segundo y tercer juego, los derechos internacionales fuera de Japón pasaron a manos de Acclaim. De todas formas, Tradewest hizo las versiones para computadora de ambas secuelas.
Technos también les otorgó la licencia de Double Dragon a otros desarrolladores. Muchas de las versiones más notables incluyeron la versión de Sega Master System (la cual fue favorablemente comparada con la versión de NES debido al añadido del modo cooperativo para dos jugadores, lo cual se asemejaba mucho más a la versión de arcade) y la versión PC Engine de Double Dragon II (que esencialmente era una conversión de la versión de NES con secuencias de vídeo animadas, voces y música con calidad de CD). El primer juego también recibió una conversión a la consola Sega Genesis por Accolade. También hubo una conversión exclusiva para Japón, hecha por Pafasoft, de Double Dragon II para la consola Mega Drive, versión que fue antecesora a la versión de Sega Genesis. Ambas versiones eran similares a los arcades a las conversiones anteriores de los juegos. Acclaim también trajo el tercer juego a la Sega Genesis, en una conversión del arcade programada por Software Creations.
Activision hizo las conversiones para la Atari 2600 y Atari 7800, mientras que Telegames aseguró los derechos para la versión de Atari Lynx. Las tres versiones de Atari eran similares a las del arcade, ya que permitían a dos jugadores jugar cooperativamente, y se asemejaba al arcade más que en la NES. Irónicamente, si bien la Atari 7800 y la Sega Master System tenían versiones más fieles al arcade, la versión de NES logró superar en ventas a las versiones de la competencia por millones.

### Secuelas posteriores
El cuarto juego de la saga, Super Double Dragon (también conocido como Return of Double Dragon), fue desarrollado directamente para la Super Nintendo por Technos. Fue lanzado en 1992. A diferencia de las secuelas de NES, las versiones norteamericanas y europeas fueron publicadas por Tradewest una vez más. Sería el último título de Double Dragon del género beat 'em up por una década.
Tradewest, quienes publicaban la saga Double Dragon en Norteamérica, realizarían una secuela de Double Dragon por su cuenta, titulada Double Dragon V: The Shadow Falls, sin la participación de Technos. Era un juego competitivo de pelea, basado en las series animadas de Double Dragon que estaban en televisión en el momento del lanzamiento. El juego fue lanzado en 1994 para la SNES, la Mega Drive y la Atari Jaguar.
Posteriormente, Technos desarrolló su propio juego de peleas uno contra uno basado en la saga, simplemente llamado Double Dragon, el cual estaba aproximadamente basado en la película. Fue publicado en 1995 para el arcade Neo Geo, y luego para PlayStation y el Neo Geo hogareño.
Technos cerró en 1996, mientras que una compañía llamada Million Corp se hizo con la propiedad intelectual de Technos en 2002. Million desarrollaría una versión mejorada del juego original de arcade para la Game Boy Advance, llamado Double Dragon Advance, lanzado en 2003 por Atlus, lo cual le dio un pequeño halo de vida a la saga.
Se publicó una conversión del juego original de arcade para Xbox Live Arcade el 9 de mayo de 2007. Esta versión fue desarrollada por Empire Interactive. Poseía un filtro de gráficos opcionales en alta definición, donde cada gráfico fue redibujado por Empire y la empresa Razorworks. Sin embargo, los análisis del juego fueron regulares, debido a varios defectos y lentitudes, haciendo que esta conversión pareciese incompleta.

### Lista completa de juegos
- Double Dragon
- Double Dragon II: The Revenge
- Double Dragon III: The Rosetta Stone (también conocido como Double Dragon III: The Sacred Stones)
- Super Double Dragon (también conocido como Return of Double Dragon)
- Double Dragon V: The Shadow Falls
- Double Dragon (Neo Geo)
- Double Dragon (APPLE IOS 4.1)
- Double Dragon Neon

## Otras apariciones
Billy y Jimmy Lee aparecieron como personajes jugables en el juego de voleibol de playa Super Spike V'Ball, una versión para NES del juego de Technos U.S. Championship V'Ball. Como jugadores de vóley playa, tienen la mejor defensa del juego, pero tienen una potencia relativamente pobre.
Billy Lee también hizo una aparición como cameo, como miembro de la tribuna, en el juego de Technos WWF Superstars.
En el juego de Technos River City Ransom (Rescate en la Ciudad del Río), dos personajes, claramente basados en Billy y Jimmy, llamados Randy y Andy, aparecieron como jefes y utilizaban las mismas técnicas que los hermanos Lee. En la versión japonesa (Downtown Nekketsu Monogatan), se llamaban Ryuichi y Ryuji Hattori, y se convertirían en personajes frecuentes en muchos juegos de Kunio-kun.
Los hermanos Lee también aparecieron el juego desarrollado por Rare, Battletoads & Double Dragon, el cual cruzaba la saga Battletoads con Double Dragon. Sin embargo; y de la misma manera en la que sucedió con Double Dragon V, Technos no estuvo involucrado en la producción y hubo varias inconsistencias en la forma en la que los personajes de Double Dragon fueron representados.
El juego de Neo-Geo Rage of the Dragons (Furia de los dragones) fue desarrollado como un spin-off de la saga de juegos Double Dragon, pero no es una secuela directa.

## Personajes
- Billy y Jimmy Lee - Los personajes principales de la saga. Son hermanos gemelos, aunque Billy dice ser el más grande de los dos. Billy suele ser el personaje jugado por el jugador uno, mientras que Jimmy lo es para el segundo. En la versión de NES del primer juego, la historia fue cambiada, de modo que se revelase que Jimmy era el líder de los Black Warriors (Guerreros Oscuros), el Shadow Boss (Jefe Sombrío). Este giro inesperado en la historia fue ignorado en las dos secuelas de NES que siguieron, aunque, no obstante, se convirtió en la base para la historia de las series animadas. Los hermanos son maestros del estilo de artes marciales ficticio llamado Sou-Setsu-Ken (双截拳, Sōsetsuken), el cual se traduce aproximadamente como "Double-Interception-Fist" (Puño de Doble Intercepción en español), una obvia referencia al estilo Jeet Kun Do (Mandarían: Jié-quán-dào; Japanese: Setsukendō) de Bruce Lee. Los gemelos son ilustrados vistiendo pantalones y chaquetas similares, siendo las de Billy azules y las de Jimmy rojas. Los cabellos de ambos son diferentes en los juegos . En el juego original de arcade, Billy era rubio, mientras que el de Jimmy era marrón. Los colores de los cabellos fueron invertidos en los posteriores juegos, y además se les agregaron distintos cortes. Originalmente, esta diferencia en los cortes de cabellos sólo se veía en la tapa del juego e ilustraciones de los personajes, pero en los gráficos de los juegos Super Double Dragon y Double Dragon Advance, los estilos de cabello se notan claramente. Sus estilos de pelea comenzaron a diferir a partir de Super Double Dragon, con el estilo de Billy focalizándose en ataques rápidos y el uso de nunchakus (llamados Southern Sōsetsuken - Sōsetsuken del Sur - en el manual de Super Double Dragon), mientras que el estilo de Jimmy se basa en ataques fuertes y el uso de bastones bō y kali (llamados Northern Sōsetsuken - Sōsetsuken del Norte - en el manual). Double Dragon V y el juego de peleas para el Neo-Geo poseían sus propias versiones de los hermanos Lee, basados en las series animadas y en la película respectivamente. El arte del gabinete dlel arcade original mostraba a los personajes con tatuajes en los hombros, mostrando su apodos: "Spike" (Clavo o Estaca en español) para Jimmy, que mostraba un clavo ensangrentado; y "Hammer" (Martillo en español) para Billy, el cual mostraba un pesado martillo. Billy lleva el tatuaje en el hombro izquierdo, y Jimmy en el derecho; y ambos poseen un tatuaje de dragón en la palma de su mano, en el mismo brazo que llevan el tatuaje del hombro. Estos detalles, sin embargo, no son visibles en el juego.[1]
- Marian - La novia de Billy. Suele ser representada con un largo cabello rubio, y vistiendo un vestido rojo. Ella tiene el papel de la damisela en apuros, usualmente secuestrada (y en un punto, muerta) por los villanos en varios juegos. La versión original de arcade de Double Dragon mostraba una rivalidad entre los hermanos por el afecto de Marian. En las historiestas y las series animadas, Marian fue mostrada como una amiga de los hermanos (sin relación amorosa entre ambos), quien era una oficial de policía. Se planeaba utilizar esta versión de Marian en Super Double Dragon, pero Marian solamente es mencionada en el manual de instrucciones y no aparece en la versión lanzada del juego. Así, la película muestra a Marian como la líder de la pandilla Guardian Angels (Ángeles Guardianes en español. Este grupo, el cual existe en la vida real, se trata de una organización sin fines de lucro benéfica que combate el crimen, mediante ciudadanos, quienes patrullan las calles y ayudan a la sociedad en general); quien ayuda a los hermanos Lee. La versión Neo-Geo del juego posee una versión de Marian basada en la película, quien en el juego es una luchadora femenina que usa técnicas de pelea basadas en el patinaje.

Los enemigos de los hermanos son una organización criminal llamada Black Warriors (Guerreros Oscuros en español) o los Shadow Warriors (guerreros sombríos), dependiendo del juego. En los primeros dos juegos de arcade, los Black Warriors eran una pandilla callejera de un hombre llamado Willy, el jefe que blandía una ametralladora al final de ambos juegos. Fue remplazado por el llamado Mysterious Warrior (Guerrero Misterioso) en la versión NES de Double Dragon II, y la organización en ese juego fue mostrada como un grupo separado, llamado los Shadow Warriors en la localización inglesa del juego. El nombre Shadow Warriors fue usado por otra pandilla apareciendo en Super Double Dragon, así como en la reedición mejorada Double Dragon Advance.

## Adaptaciones a otros medios
Debido a la popularidad de los juegos de Double Dragon, Tradewest otorgó el nombre de la marca a varios productos en Estados Unidos, incluyendo adaptaciones del juego en medios externos a los juegos. Estas adaptaciones se alejaron de los juegos y fueron bastante impopulares, con los hermanos Lee mostrados como superhéroes quienes recibían sus poderes de artefactos como espadas o amuletos (dependiendo de la adaptación), en vez de ser habilidosos luchadores de artes marciales como en los juegos.

### Historieta
Durante la segunda mitad de 1991, Marvel Comics publicó una serie limitada de seis números (de veintidós páginas cada uno) basados en Double Dragon. Esta fue la primera de las varias adaptaciones de Double Dragon producidas en los Estados Unidos bajo licencia de Tradewest. Los números 1 a 4 fueron escritos por Dwayne McDuffie, y los números 5 y 6 escritos en conjunto por Tom Brevoort y Mike Kanterovich.
En la historieta, Billy y Jimmy eran los sucesores de una fuerza sobrenatural conocida como "Dragon Force" (Fuerza de Dragón en español), y los primeros gemelos en compartir este poder. El principal adversario en la historieta era un jefe descontrolado demoníaco llamado Nightfall, quien era un examigo de la familia, y el asesino de la madre de los gemelos. La historieta también presentaba a Marian como una oficial de policía, rol que luego repetiría en Super Double Dragon, así como en las series animadas. El padre de los hermanos Lee fue también dado a conocer en esta saga, de nombre Stan, una obvia referencia a la leyenda de Marvel Comics, Stan Lee.

### Series animadas
Las series animadas de Double Dragon fueron producidas por DiC Entertainment y duraron 26 episodios de media hora entre 1993 y 1995. La premisa del show mostraba a los hermanos Lee separados desde su nacimiento, con Billy siendo educado por un sabio hombre llamado Eldest Dragon (El Sabio Dragón en español). En contraste, su hermano Jimmy fue criado por el malvado Shadow Master para convertirse en su mano derecha. Como resultado, los hermanos Lee se conocieron como rivales luego de reunirse siendo adultos. Sin embargo, en el final del segundo episodio, Jimmy es traicionado por Shadow Master, el cual hace que los hermanos dejen de lado sus diferencias y luchen juntos contra el gran mal. Los hermanos Lee usaron espadas mágicas que contenían poderes especiales y agregaban máscaras de dragón a ambos. Durante el transcurso de las series, los hermanos reclutaban aliados en su guerra contra el Shadow Master y sus secuaces. En la segunda temporada, obtuvieron armas mágicas más poderosas cuando el Shadow Master logró controlar al aún más malvado Shadow Kahn, para incrementar su poder. La búsqueda de su padre por parte de los hermanos fue una recurrente subhistoria durante la serie.

### Película
En 1994, una película con actores de carne y hueso llamada Double Dragon fue producida, protagonizada por Mark Dacascos como Jimmy Lee, y Scott Wolf como Billy Lee, junto con Alyssa Milano como Marian Delario. En la película, los gemelos son descritos como hermanos, presumiblemente para explicar las diferencias étnicas entre ellos. Fue dirigida por James Yukich, y escrita por el equipo de Paul Dini (de Batman: La Serie Animada) y Neal Shusterman. Los análisis de los críticos, como los del Washington Post no fueron favorables. La película también fue criticada por los fanes y las opiniones públicas en general. Durante la secuencia de pelea final de la película, hay un acercamiento a Billy, donde se ve claramente el gabine de juego de arcade de Double Dragon.
En 1991, una película con actores de carne y hueso de artes marciales similar a Double Dragon, llamada Double Impact, fue producida, protagonizada por Jean-Claude Van Damme como Alex y Chad Wagner (hermanos gemelos muy similares a Billy y Jimmy Lee). La historia de la película y los personajes por completo estaban obviamente sacados de Double Dragon. En la película, los gemelos son separados al nacer y reunidos más adelante para unir fuerzas, para vengar a sus padres, rescatar una novia, y vencer una pandilla criminal. Fue dirigida por Sheldon Lettich. También protagonizó Cory Everson como una villana femenina muy atlética, basada en Linda, y Bolo Yeung como un muscular secuaz lanzador de barril, basado en Abobo (quien en realidad estaba basado en Bolo). Aunque la película tenía ciertos temas adultos y no estaba asociada oficialmente con la franquicia Double Dragon, se benefició de la por ese entonces extremadamente popular videojuego, el cual irónicamente aún se podía encontrar en los arcades de muchos cines cuando la película se lanzó.